# Bélgica nos Jogos Olímpicos de Verão de 1952
A Bélgica participou dos Jogos Olímpicos de Verão de 1952 em Helsinque, Finlândia.